# 異形鉄器

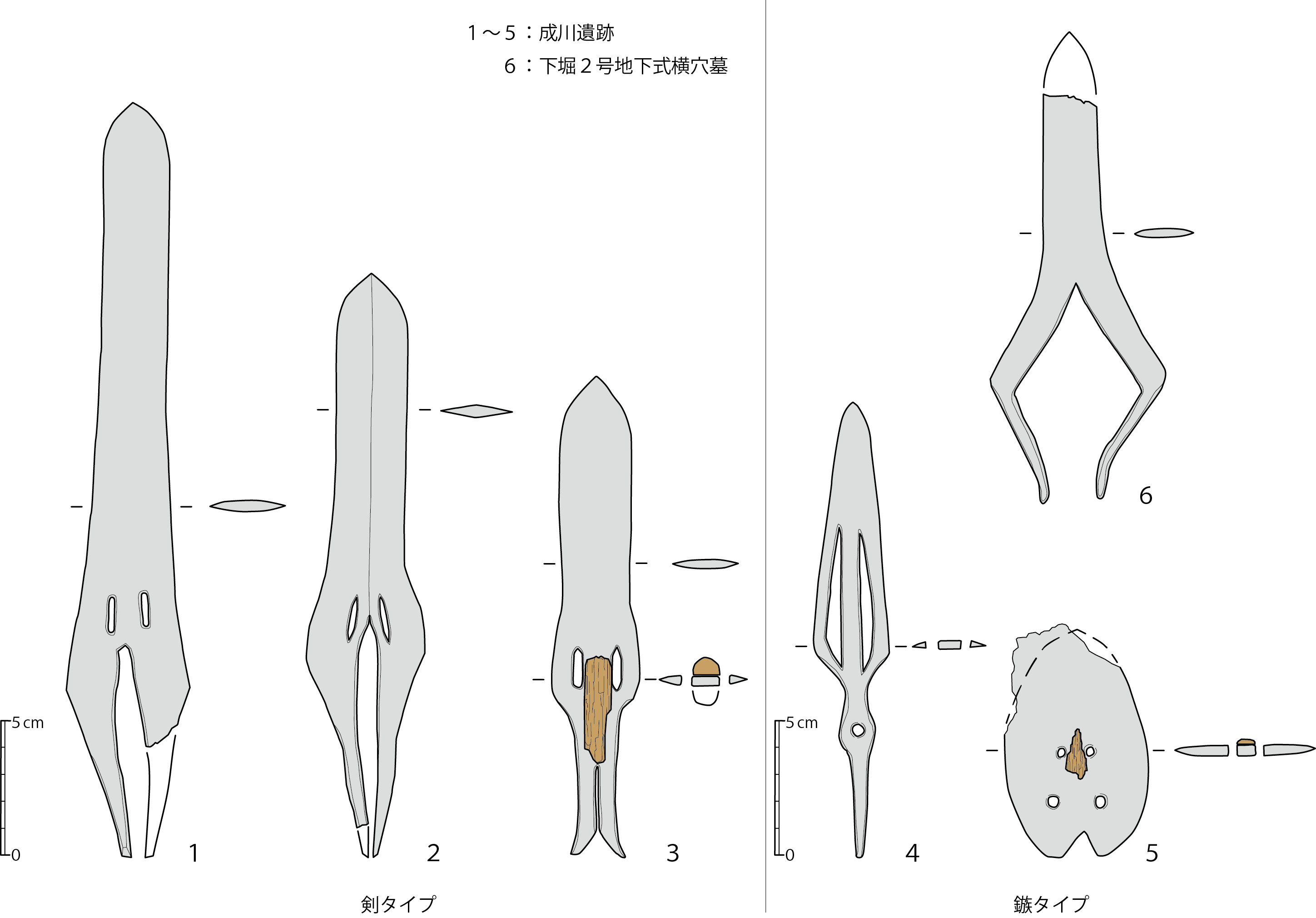
異形鉄器の模式図
いずれもの実測図をモデルに作成

異形鉄器（いぎょうてっき）は、九州地方南部の古墳時代中期の遺跡から出土する鉄製利器（鉄器）の一種。鉄鏃または剣や槍にあたる武器と考えられている。鹿児島県指宿市山川成川の成川遺跡のものが著名である。

## 概要
「異形鉄器」という名称は、極めて漠然とした単語であるが、鏃や刀剣のように刃部を持つ鉄器であるものの、同時代の他の鉄器とはかなり異なる形状で、一見その用途・機能を想定しにくいため、初期の発見例、特に成川遺跡の発掘調査報告書にて「異形」と形容されて以降、この用語が使われ続けている。

### 形態
両刃の刃部を持ち、柄に接続する茎（なかご）にあたる部分が二股に分かれる（脚部）のを特徴とする。脚部の基部付近には、楕円形ないし円形の小孔が2 - 4個開けられることが多い。この小孔の間に、棒状の木質が残存するものが多いことから、縦に裂いた木棒でこの鉄器を両側面から挟み込む、いわゆる「根挟み」方式で柄を装着し、孔に紐を通して固定していたと考えられる。これらの事例から、異形鉄器の多くは、大型化した鉄鏃であると見られている。
およそ全長17 - 18cmを境に大きく剣タイプと鏃タイプに分類されている。

#### 鏃タイプ
両刃の刃部に「ハの字」状（町田堀地下式横穴墓群例）、または「がに股」状（下堀2号地下式横穴墓例）に開く脚部が付くもの。または成川遺跡出土例のように明確な脚部を持たず、全体が木の葉形・将棋駒形を呈し、下部に僅かな切り欠き状の凹部をもつものがある。他に成川遺跡出土例では、有茎で透かしを持つ三角形鏃と考えられるものが1点出土している。

#### 剣タイプ
成川遺跡でのみ、5点出土している。両刃の長い刃部に、基部から端部に向けてやや内向きに伸びる脚部が付くものと、末端でのみ末広になる脚部を持つものがある。その大きさから、剣か槍のようなものと考えられるが、極度に大型化・意匠化された鉄鏃である可能性もある。

## 分布
2017年現在で5遺跡17点の出土が知られているにすぎないが、いずれも宮崎県南部～鹿児島県大隅半島、薩摩半島南端部にかけての九州南部にのみ集中分布することが特徴である。この地方に特有の地下式横穴墓群の副葬品としての出土が多い。成川遺跡では、遺跡（土壙墓群）内に蛇行剣などの他の鉄製武器類と共に散在して出土しており、個別の墓への副葬品ではなく、墓域全体に対する共献遺物としての性格があったと推定されている。
また、正式な報告書が未刊行であるが、上記以外に鹿屋市串良町細山田の立小野堀遺跡で出土していることが複数の論考により言及されている。

## 異形鉄器の出土遺跡

### 鹿児島県
- 成川遺跡（指宿市山川成川）：7点（剣タイプ5点、鏃タイプ2点）
- 下堀地下式横穴墓群2号地下式横穴墓（曽於郡大崎町岡別府）：1点（鏃タイプ）
- 町田堀地下式横穴墓群（鹿屋市串良町細山田）：6点（鏃タイプ）

### 宮崎県
- 松之元地下式横穴墓（小林市大字堤）：1点（鏃タイプ）
- 大窪第１遺跡（都城市高城町有水）：2点（鏃タイプ）